# Chapeau, Allier
Chapeau là một xã ở tỉnh Allier thuộc miền trung nước Pháp.